# Erik Fröderberg
Erik Fröderberg, född 1980 i Vallentuna, är en svensk kock och TV-kock som bland annat är känd för sin medverkan i SVT:s matlagningsprogram Här är ditt kylskåp.
Fröderberg intresserade sig tidigt för matlagning. Han tog examen vid S:t Görans gymnasium för hotell & restaurang 1999, där han fick utmärkelser. Arbetslivet inleddes med praktik och arbete på Operakällaren. Senare fick han jobb på Ulla Winbladh under ledning av Nils Emil Ahlin.
En period arbetade Erik Fröderberg på en tvåstjärnig restaurang i tyska Schwarzwald, där han lärde sig allt ifrån råvaruhantering till disciplin. Därefter har han drivit flera restauranger, bland annat Dining Club i Stockholm.
I radio har han medverkat i ett underhållningsprogram med Daniel Breitholtz och Carina Berg. Dessutom lagade han menyer i radio- och TV-programmet Sommarpratarna. Sedan 2011 är han TV-kock i SVT:s matlagningsprogram Här är ditt kylskåp.
Fröderberg driver ett cateringföretag och stod för planering av bröllop och mat när Kristian Luuk och Carina Berg gifte sig.